# Mesostenus americanus
Mesostenus americanus är en stekelart som beskrevs av Cresson 1878. Mesostenus americanus ingår i släktet Mesostenus och familjen brokparasitsteklar. Inga underarter finns listade i Catalogue of Life.